# Hollandaea riparia
Hollandaea riparia är en tvåhjärtbladig växtart som beskrevs av B.P.M. Hyland. Hollandaea riparia ingår i släktet Hollandaea och familjen Proteaceae. Inga underarter finns listade i Catalogue of Life.